# Alex Vieira
Alex Vieira (Ourém, 14 december 1956) is een Frans-Portugees motorcoureur.

## Carrière
Vieira won zes keer de 24 uur van Le Mans Moto; vijf keer achtereenvolgens tussen 1986 en 1990 en nogmaals in 1995. Hij behaalde al zijn zeges op een Honda. Ook won hij zesmaal de Bol d'Or in 1985, tussen 1988 en 1991 en in 1996. De race in 1991 won hij voor Kawasaki, terwijl hij de andere zeges op een Honda behaalde. Ook won hij in 1986 en tussen 1989 en 1991 drie jaar op een rij de titel in het FIM Endurance World Championship.
In 1988 debuteerde Vieira in het wereldkampioenschap superbike op een Honda. Hij behaalde twee podiumplaatsen op Hockenheim, waar hij ook vanaf pole position vertrok, en een op Spielberg. In de overige twee races die hij dat jaar reed, werd hij vierde. Ook in 1989 reed hij in een aantal superbike-races, met als hoogtepunten een overwinning op Spielberg en een podiumfinish op Hockenheim.
Tussen 1990 en 1994 nam Vieira in totaal deel aan veertien superbike-weekenden op een Honda, een Kawasaki en een Yamaha, maar hij kwam niet meer op het podium terecht. In deze periode waren twee zevende plaatsen op Spielberg in 1990 en Monza in 1993 zijn beste klasseringen.